# UEFA 유로 2020 예선

본선 진출
예선 탈락

UEFA 유로 2020 예선은 유럽 축구 연맹에 소속된 팀 중 UEFA 유로 2020에 출전할 24개 팀을 가리는 경기이며, 2019년 3월 21일부터 2020년 11월 12일까지 진행되었다.
UEFA 유로 2020 예선은 2018-19년 UEFA 네이션스리그와 연계하여 진행되었다. 또한 UEFA 유로 1976 이후 처음으로 특정 개최국에게 자동 출전권이 부여되지 않은 상태에서 진행된 예선이기도 하다. 유럽 축구 연맹에 가입한 55개국을 10개 조(5개 조는 5개 팀으로, 5개 조는 6개 팀으로 구성됨)로 나누어 진행하며 각 조 1, 2위를 기록한 팀은 본선에 직행한다. 나머지 4개 팀은 루트별 플레이오프를 통해 결정된다.

## 참가국 및 시드 배정
유럽 축구 연맹(UEFA)에 가입한 55개국이 모두 참가한다. 이들 팀은 10개 조로 나뉘는데 A조, B조, C조, D조, E조는 5개 팀으로, F조, G조, H조, I조, J조는 5개 팀으로 구성된다. 조 추첨 과정에서는 다음과 관련된 제한 규정이 적용된다.
- 개최국: UEFA 유로 2020을 개최하는 12개국의 국가대표팀들이 본선에 진출할 수 있도록 유도하기 위해 잉글랜드, 독일, 이탈리아, 아제르바이잔, 러시아, 루마니아, 네덜란드, 아일랜드, 스페인, 헝가리, 스코틀랜드, 덴마크는 같은 조에 최대 2개 팀끼리 편성된다.
- UEFA 네이션스리그 결선 토너먼트: 2018-19년 UEFA 네이션스리그에서 결선 토너먼트에 진출한 4개 팀(네덜란드, 스위스, 포르투갈, 잉글랜드)은 2019년 UEFA 네이션스리그 결선 토너먼트 일정을 고려하여 별도의 포트에 배정되며 5개 팀으로 구성된 A조, B조, C조, D조에 편성된다.
- 정치적 분쟁: 다음 팀들은 양국 간의 정치적 분쟁을 고려하여 서로 다른 조에 편성된다.
  - 아르메니아-아제르바이잔 (아르메니아와 아제르바이잔이 시드 배정에서 5번 포트에 편성되었기 때문에 실제 조 추첨에서는 어떠한 조치도 시행되지 않았다.)
  - 지브롤터-스페인
  - 코소보-보스니아 헤르체고비나
  - 코소보-세르비아
  - 러시아-우크라이나 (러시아와 우크라이나가 시드 배정에서 2번 포트에 편성되었기 때문에 실제 조 추첨에서는 어떠한 조치도 시행되지 않았다.)
- 겨울철에 열리는 축구 경기: 겨울철에 열리는 축구 경기의 위험성이 높은 곳 또는 중간인 곳으로 분류된 벨라루스, 에스토니아, 페로 제도, 핀란드, 아이슬란드, 라트비아, 리투아니아, 노르웨이, 러시아, 우크라이나는 같은 조에 최대 2개 팀끼리 편성된다.
  - 겨울철에 열리는 축구 경기의 위험성이 높은 곳으로 분류된 페로 제도, 핀란드, 아이슬란드는 일반적으로 3월 또는 11월에 홈 경기를 치를 수 없다. 나머지 팀들은 3월과 11월에 홈 경기를 적게 치를 가능성이 있다.
- 지나친 여행: 다른 나라에 비해 지나치게 긴 이동 거리를 가진 다음 2개 팀은 같은 조에 최대 1개 조합이 편성된다.
  - 아제르바이잔: 아이슬란드, 포르투갈 (지브롤터와 아제르바이잔 사이에는 지나치게 긴 이동 거리가 있지만 아제르바이잔과 지브롤터가 시드 배정에서 5번 포트에 편성되었기 때문에 실제 조 추첨에서는 어떠한 조치도 시행되지 않았다.)
  - 아이슬란드: 아르메니아, 키프로스, 조지아, 이스라엘
  - 카자흐스탄: 안도라, 잉글랜드, 프랑스, 아이슬란드, 몰타, 북아일랜드, 포르투갈, 아일랜드, 스코틀랜드, 스페인, 웨일스 (페로 제도, 지브롤터, 카자흐스탄 사이에는 지나치게 긴 이동 거리가 있지만 시드 배정에서 5번 포트에 편성되었기 때문에 실제 조 추첨에서는 어떠한 조치도 시행되지 않았다.)

UEFA 유로 2020 예선 조 추첨은 2018년 12월 2일에 아일랜드 더블린에서 진행되었다. UEFA 유로 2020 예선에 참가한 팀들의 시드는 2018-19년 UEFA 네이션스리그의 2018년 11월 순위를 기준으로 하여 배정되었다.
굵은 글씨로 표기된 팀은 UEFA 유로 2020 본선에 진출한 국가이고 이탤릭체로 표기된 팀은 추첨 당시에 UEFA 유로 2020 개최국으로 내정되어 있던 국가이다.